# ناسبرز
ناسبرز المحدودة (بالإنجليزية: Naspers)‏ هي شركة قابضة متعددة الجنسيات في جنوب إفريقيا يقع مقرها الرئيسي في كيب تاون، ولها مصالح في النشر والتجزئة عبر الإنترنت واستثمار رأس المال المخاطر في قطاع الإنترنت للمستهلك. المساهم الرئيسي فيها هو شركة بروسيوس الفرعية الهولندية المدرجة ببورصة أمستردام، والتي تمتلك ما يقرب من 49٪ من الشركة الأم كجزء من هيكل ملكية مشتركة.
تأسست الشركة في عام 1915 من قبل المحامي وا هوفماير، وكانت أكبر شركة نشر في جنوب إفريقيا طوال القرن العشرين ولها اهتمامات عبر الصحف والمجلات والكتب. في الثمانينيات، بدأت الشركة في التنويع، حيث أطلقت خدمة اشتراك تلفزيوني واستثمرت في أسواق خارج جنوب إفريقيا لأول مرة.
في عام 2001، قامت الشركة باستثمار مبكر في شركة التكنولوجيا الصينية تينسنت وأصبحت تركز بشكل متزايد على قطاع الإنترنت للمستهلك العالمي. في عام 2019، أدرجت الشركة وحدة أعمال الاستثمار عبر الإنترنت العالمية الخاصة بها بروسيوس (بما في ذلك حصة 31٪ في تينسنت ) في يورو نكيست أمستردام.
تمتلك الشركة حاليًا 56.92٪ من أسهم شركة بروسيوس وتمتلك بالكامل ميديا24 (أكبر شركة نشر في إفريقيا)، وTakealot.com (أكبر بائع تجزئة عبر الإنترنت في جنوب إفريقيا) وناسبرز فاونداري، وهو صندوق لرأس المال الاستثماري يركز على جنوب إفريقيا.

## روابط خارجية
- الموقع الرسمي
- شركات ناسبرز في الشركات المفتوحة